# Wschodnioniemiecka Formuła Junior Sezon 1961
Sezon 1961 był drugim sezonem Wschodnioniemieckiej Formuły Junior.

## Kalendarz wyścigów
| Runda | Data        | Tor         | Pole position   | Najszybsze okrążenie         | Zwycięzca (kierowcy) | Zwycięzca (zespoły) |
| ----- | ----------- | ----------- | --------------- | ---------------------------- | -------------------- | ------------------- |
| 1     | 23 kwietnia | Halle-Saale | Willy Lehmann   | Willy Lehmann                | Willy Lehmann        | MC Halle            |
| 2     | 28 maja     | Bernau      | Max Byczkowski  | Willy Lehmann                | Willy Lehmann        | MC Halle            |
| 3     | 4 czerwca   | Schleiz     | Heinz Melkus    | Max Byczkowski               | Willy Lehmann        | MC Halle            |
| 4     | 25 czerwca  | Bautzen     | Max Byczkowski  | ?                            | Heinz Melkus         | MC Post Dresden     |
| 5     | 3 września  | Sachsenring | Frieder Rädlein | Heinz Melkus                 | Willy Lehmann        | MC Halle            |
| 6     | 10 września | Drezno      | Willy Lehmann   | Willy Lehmann Max Byczkowski | Willy Lehmann        | MC Halle            |

## Klasyfikacja kierowców

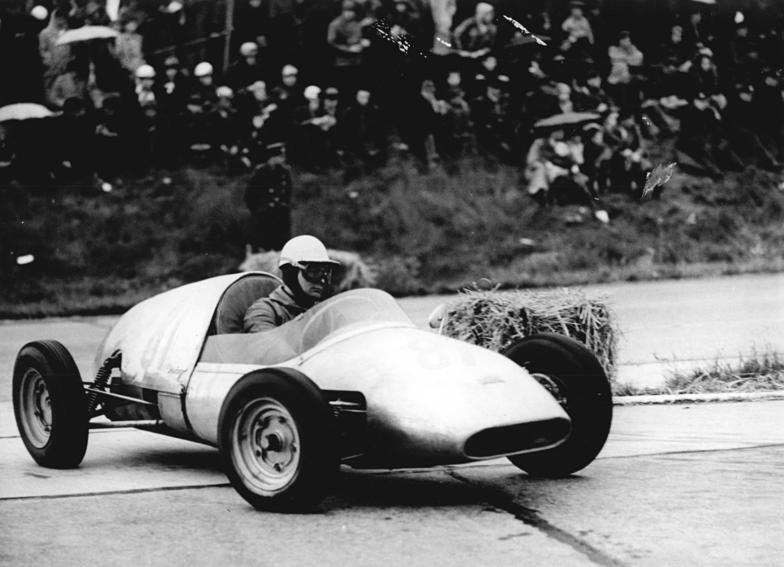
Heinz Melkus podczas wyścigu w Bernau

| Legenda oznaczeń w tabelach wyników Wyświetl szablon na nowej stronie | Legenda oznaczeń w tabelach wyników Wyświetl szablon na nowej stronie                                                                     |
| Oznaczenie                                                            | Wyjaśnienie |
| --------------------------------------------------------------------- | --- |
| Złoty                                                                 | Zwycięzca lub mistrzostwo |
| Srebrny                                                               | 2. miejsce lub wicemistrzostwo |
| Brązowy                                                               | 3. miejsce lub II wicemistrzostwo |
| Zielony                                                               | Ukończył, punktował (w klasyfikacji generalnej, gdy zdobył co najmniej jeden punkt na przestrzeni sezonu, poza trzema powyższymi opcjami) |
| Niebieski                                                             | Ukończył, nie punktował (w klasyfikacji generalnej, gdy nie zdobył co najmniej jednego punktu na przestrzeni sezonu)                      |
| Czerwony                                                              | Nie zakwalifikował się (NZ) |
| Czerwony                                                              | Nie prekwalifikował się (NPK) |
| Różowy                                                                | Nie ukończył (NU) |
| Różowy                                                                | Niesklasyfikowany (NS) (w klasyfikacji generalnej, gdy nie został sklasyfikowany w żadnym wyścigu sezonu)                                 |
| Czarny                                                                | Zdyskwalifikowany (DK) |
| Czarny                                                                | Wykluczony (WYK/EX) |
| Biały                                                                 | Nie wystartował (NW) |
| Biały                                                                 | Kontuzjowany (K/INJ) |
| Biały                                                                 | Wyścig odwołany (OD/C) |
| Bez koloru                                                            | Został wycofany (WYC/WD) |
| Bez koloru                                                            | Nie przybył (NP/DNA) |
| Bez koloru                                                            | Nie brał udziału w treningach (NT/DNP) |
| Bez koloru                                                            | Nie został zgłoszony (–) |
| Pogrubienie                                                           | Start z pole position |
| Kursywa                                                               | Najszybsze okrążenie wyścigu |
| †                                                                     | Nie ukończył, ale jego rezultat został zaliczony ze względu na przejechanie więcej niż 90% dystansu wyścigu.                              |
| *                                                                     | Sezon w trakcie |
| 1/2/3                                                                 | Punktowana pozycja w sprincie kwalifikacyjnym                                                                                             |
| Lista systemów punktacji Formuły 1                                    | |

| Poz. | Kierowca            | Zespół                               | HSS | BER | SLZ | BAU | SCH | DRE | Punkty |
| ---- | ------------------- | ------------------------------------ | --- | --- | --- | --- | --- | --- | ------ |
| 1    | Willy Lehmann       | MC Halle                             | 1   | 1   | 1   | 2   | 1   | 1   | 34     |
| 2    | Heinz Melkus        | MC Post Dresden                      | 3   | 2   | 3   | 1   | 2   | 4   | 22     |
| 3    | Siegmar Bunk        | MC Post Dresden                      | 2   | NU  | 11  | 4   | 3   | 2   | 13     |
| 4    | Max Byczkowski      | MC Kraftverkehr Grimma               | NU  | 6   | 2   | NU  | 4   | 3   | 9      |
| 5    | Frieder Rädlein     | MC Post Dresden                      | 4   | NU  | 4   | 3   | 5   | ?   | 8      |
| 6    | Hans-Theo Tegeler   | MC Plauen                            | 5   | NU  | 5   | 5   | 6   | 5   | 4      |
| 7    | Bodo Rust           | MC Halle                             | NU  | 3   | 8   | ?   | -   | -   | 3      |
| 8    | Rudi Juhrich        | MC Großbothen MC Kraftverkehr Grimma | 8   | 4   | ?   | ?   | NU  | ?   | 2      |
| 9    | Gottfried Schneider | MC Bautzen                           | 6   | 5   | 6   | ?   | -   | -   | 1      |
| NS   | Siegfried Wilhelm   | MC Bautzen                           | 7   | NU  | 7   | ?   | NW  | ?   | 0      |
| NS   | Christian Pfeiffer  | MC Dresden                           | NU  | 7   | 10  | ?   | NU  | ?   | 0      |
| NS   | Helmut Zimmer       | MC Dresden                           | -   | -   | ?   | ?   | 7   | ?   | 0      |
| NS   | Wolfgang Schneider  | MC Bautzen                           | 11  | 8   | 12  | ?   | -   | -   | 0      |
| NS   | Joachim Ranft       | MC Dresden                           | NU  | NU  | ?   | ?   | 8   | ?   | 0      |
| NS   | Friedrich Richter   | MC Dresden                           | -   | NU  | 9   | ?   | 9   | ?   | 0      |
| NS   | Jochen Kister       | MC Mühlhausen                        | 9   | NU  | ?   | ?   | NU  | -   | 0      |
| NS   | Wolfgang Wiele      | MC Wolfen-Bitterfeld                 | 10  | NU  | ?   | ?   | NU  | -   | 0      |
| NS   | Karl Moßler         | MC Halle                             | -   | NU  | ?   | ?   | -   | -   | 0      |
| NS   | Siegfried Seifert   | MC Dresden                           | -   | -   | -   | -   | NU  | ?   | 0      |